# Betty Ann Stuart
Betty Ann Grubb Stuart (* 26. Februar 1950 in Newport Beach) ist eine ehemalige US-amerikanische Tennisspielerin.

## Karriere
Betty Ann Grubb war zwischen Mittel der 1960er und Anfang der 1980er Jahre aktiv. Ihr erstes Turnier im Einzel gewann sie 1968. In diesem und im Folgejahr konnte sie jeweils drei Turniere für sich entscheiden. 1972 und 1973 konnte sie jeweils in Santa Monica ein Einzewlturnier gewinnen.
Im Doppel hatte sie einen ihrer größten Erfolge, als sie an der Seite von Renée Richards das Finale der US Open 1977 erreichte. Dieses verloren sie gegen die Paarung Martina Navratilova und Betty Stöve. Sie stand 1979 vier weitere Male in Endpartien von Doppelwettbewerben, dreimal an der Seite von Ilana Kloss.
Sie spielte nach 1981 kein Turnier mehr.

## Persönliches
Betty Ann Stuart war viermal verheiratet. Ihr zweiter Ehemann war der Tennisspieler Ken Stuart. Ihrer dritten Ehe mit dem Tennisprofi Phil Dent entstammen die Söhne Brett Hansen-Dent und Taylor Dent, die ebenfalls professionell Tennis spielten. Die Beachvolleyballspielerin Misty May-Treanor ist ihre Nichte.

## Erfolge

### Doppel

#### Turniersiege
| Nr. | Datum           | Turnier | Belag | Partnerin    | Finalgegnerinnen          | Ergebnis      |
| --- | --------------- | ------- | ----- | ------------ | ------------------------- | ------------- |
| 1.  | 4. Februar 1979 | Chicago | Sand  | Rosie Casals | Ilana Kloss Greer Stevens | 3:6, 7:5, 7:5 |

#### Finalteilnahmen
| Nr. | Datum              | Turnier    | Belag     | Partnerin      | Finalgegnerinnen                 | Ergebnis      |
| --- | ------------------ | ---------- | --------- | -------------- | -------------------------------- | ------------- |
| 1.  | 11. September 1977 | US Open    | Sand      | Renée Richards | Martina Navratilova Betty Stöve  | 1:6, 6:7      |
| 2.  | 20. Mai 1979       | Wien       | Sand      | Ilana Kloss    | Dianne Fromholtz Marise Kruger   | 6:3, 4:6, 1:6 |
| 3.  | 24. Juni 1979      | Eastbourne | Rasen     | Ilana Kloss    | Betty Stöve Wendy Turnbull       | 2:6, 2:6      |
| 4.  | 5. August 1979     | San Diego  | Hartplatz | Ann Kiyomura   | Martina Navratilova Rosie Casals | 6:3, 4:6, 2:6 |
| 5.  | 28. Oktober 1979   | Tampa      | Hartplatz | Ilana Kloss    | Anne Smith Virginia Ruzici       | 5:7, 6:4, 5:7 |